# Dvigrad
Dvigrad (olaszul: Duecastelli, Docastelli) egy középkori városnak és várának romja Horvátországban, az Isztria megyei Kanfanar település határában.

## Fekvése
A településtől északnyugatra találhatók Dvigrad várának és városának tekintélyes romjai, melyek az Isztria legnagyobb összefüggő romterületét képezik.

## Története
A Limska draga körüli terület középkori székhelyét a múltban Dvigrad, Dvograd, olaszul Duecastelli és Docastelli, illetve Parentino pusztulása után Moncastel, Montecastel néven is nevezték. A vár szokatlan nevét (Dvograd, azaz kettős vár) a tőle délnyugatra emelkedő dombon állt, már a kora középkorban elpusztult Parentino vára után kapta. (Parentinóból mára semmi sem maradt tekintve, hogy romjait sokáig kőbányaként használták a ma is látható Dvigrad építéséhez). Ez a hely a víz és a termékeny mezők közelsége már a történelem előtti időben is vonzó volt az ember számára, melyről számos régészeti lelet is tanúskodik. 
Teljesen bizonyos, hogy mindkét erősség állt már a római korban is mint a pólai régió északi védelmi rendszerének része, mely szerepét a bizánci uralom alatt is betöltötte. Itt haladt át a Pólából az Isztria belsejébe menő ókori út, melynek nyomai még ma is láthatók. Az ismétlődő járványok által elpusztított latin nyelvű lakosság helyére a 7. század elején érkeztek az első szláv betelepülők. Dvigrad első írásos említése 879-ben történt amikor ez a terület az aquileiai pátriárka fennhatósága alá tartozott. Később a velenceiekkel vívott háborúk során a goricai (más néven pazini) grófság része lett. 1354-ben a velencei-genovai háború során Paganin Doria genovai admirális serege lerombolta. 1381-ben a velenceiek gyújtották fel, a Szent Szófia templomban őrzött Szent Viktor és Szent Korona ereklyéket pedig Sveti Lovrečre vitték át. 
Dvigrad 1413-tól velencei uralom alá került. Lakossága a 16. és 17. században kitört pestis és malária járványok következtében alaposan megfogyatkozott és a csapásokat az Ausztria és Velence között 1615-ben kitört uszkók háború, valamint az 1630-as újabb pestisjárvány tetőzte be. Az ezt követő években lakossága a közeli biztonságosabb Kanfanarra költözött át. Végül 1714-ben a plébánia és a káptalan is Kanfanarra tette át székhelyét és Dvigrad valóságos szellemvárossá, az Isztria legnagyobb romvárosává vált. Épületei nem a hadak pusztítása, vagy tűzvészek, hanem az elhagyatottság következtében pusztultak.

## A vár mai állapota
A mai védett terület két részből állt. Az egyik az egykori Parentino vára, amely még a kora középkorban teljesen elnéptelenedett, mára pedig teljesen benőtte a növényzet, a másik pedig Moncastello, melynek középkori köves utcácskái a buja növényzettel körülvett majdnem kétszáz megmaradt épület, valamint mint a paplak és az őrség házainak romjai különös élményt keltenek az ide látogatókban. Mára már veszélyessé váltak az egykori kettős védőfal romjai a rajtuk átvezető három kapuval. A falakat erősítő három védőtorony a ma látható formájában a 14. században épült. Az elnyúlt ovális alakú vár öt elkülönülő részre oszlott. A nyugati oldalon voltak az őrség szállásai, a délnyugati részen a kézművesek, míg a fennmaradó részen a lakóházak. 
A település és a vár központjában a főtéren állt a legnagyobb és legjelentősebb épület a Szent Szófia bazilika, melynek romjai ma is uralják a település központját. Szent Szófia Milánóban Diocletianus császár idején szenvedett vértanúságot. A templomról Giacomo Filippo Tommasini novigradi püspök számol be először a 17. században, amikor a vár és a város már lepusztult állapotban volt. A leírás szerint az épület háromhajós volt, belül freskók díszítették, főoltárán az Istenanya domborművű alakja volt látható. A bazilika legrégibb része a kutatások szerint az 5. század második feléből az ókeresztény templomból fennmaradt, az apszis déli részén látható töredék. Ez az első templom valószínűleg egyhajós volt félköríves belső apszissal, előtte egyszerű oltárkővel. 
A templomot a 8. században bővítették. Ez a második csarnoktemplom már három belső apszissal rendelkezett. Töredékei a falakba és a padozatba beépítve találhatók. Ezekből az oltár oszlopos előépítménye és a növényi ornamentika részei rekonstruálhatók. Valamivel ezután a 9. vagy a 10. században a templom déli oldalához keresztelőkápolna és harangtorony épült, majd megépült az északi kora román stílusú kápolna is. A korabeli források és egy feliratos kőtábla arra utalnak, hogy a ma romokban látható bazilika a 13. században épült román stílusban. A 14. és a 15. században épült hozzá északról a sekrestye, a középhajó tartóoszlopai és ekkor készült a hatszögletű Szent Szófiát ábrázoló szószék, melyet később a kanfanari templomba vittek át. A templom tetőzete a 19. század elején beomlott, azóta állaga egyre romlik. Sok kőfaragványát és freskótöredékét múzeumi gyűjteményekben, főként a pólai régészeti múzeumban őrzik.